# Ossun-ez-Angles
Ossun-ez-Angles é uma comuna francesa na região administrativa de Occitânia, no departamento dos Altos Pirenéus. Estende-se por uma área de 2,14 km². Em 2010 a comuna tinha 53 habitantes (densidade: 24,8 hab./km²).